# Burrows-barlang
A Burrows-barlang állítólag Amerikában, annak dél-illinoisi részén található barlangi lelőhely neve, amelyet a feltevések szerint Russell E. Burrows fedezett fel 1982-ben, és amelyről azt állította, hogy számos ősi leletet tartalmaz. A számos ellentmondás és a felfedezésről és leletekről szóló állításaira vonatkozó bizonyítékok hiánya miatt a barlangot, amelyet soha nem találtak meg, a régészek és antropológusok átverésnek tartják.

## Története
Burrows egykori illinois-i börtönőr és a koreai háború veteránja volt régészeti vagy antropológiai képzettség nélkül. Az állítólagos felfedezés idején 42 éves lehetett.

## Helyszín
Burrows azt állította, hogy a barlang az Embarrass folyó közelében, Dél-Illionis Richland megyéjében található. Ez idő alatt Burrows az Illinois állambeli Olneyban élt, ami rövid távolságra van az állítólagos barlanghelytől. Burrows soha nem fedte fel a pontos helyet, és azt állította, hogy azért, mert úgy gondolta, hogy az emberek kirabolnák a barlangot az ősi kincsektől.

## Felfedezés
Frank Collin, egy náci szélsőséges szerző, aki Frank Joseph néven írt, az Illinois állambeli Pontiac büntetés-végrehajtási intézetben volt, amikor Burrows börtönőrként dolgozott ott, és később cikkeket és könyveket írt Burrowsról, eltérő és ellentmondásos részletekkel. Elmondásának mindkét verziója megegyezik abban, hogy Burrows azt állította, hogy leletek után kutatott az Embarrass folyó közelében, miközben ráakadt a barlangra. Collin első verziójában Burrows egy fémdetektort használt, amely jelezni kezdett, és egy függőleges, szűk gödörbe zuhant. Mindkét verzió leírja, hogy hosszú folyosókat, egy sor lezárt portált, szobrokat, múmiákat, bronzfegyvereket, gyémántokat, pergamentekercseket stb. talált. Azt is állította, hogy portrékat talált, amelyeken Joseph szerint „a rómaiak, föníciaiak, héberek, keresztények, amerikai indiánok, sőt fekete-afrikaiak látszólagos keveréke” látható.
A Joseph által leírt második változatban Burrows egy 15 láb magas természetes barlangbejáratot talál, amelyet szerinte indián feliratokkal borítottak. Ezek eltávolításával próbálkozva a fal beszakadt, felfedve az olajlámpákkal és fáklyák maradványaival bélelt kőlépcsőket. Joseph beszámolójának többi része megegyezik az első verzióval.

## A barlang mint „sír”
Burrows azt állítja, hogy a barlang egy sír volt, amely a halottak ősi leleteit volt hivatott tárolni. Jelenleg Burrows közvetlen környezetén kívül senki sem állítja, hogy járt volna a barlangban. Az antropológusok és régészek Burrows erős titkolózása miatt nem tudtak tudományos kutatásokat végezni a barlangban. Burrows úgynevezett leletei közül később sokról kiderült, hogy hamisítványok. A barlangot és leleteit széles körben átverésnek vagy csalásnak tartják, köztük még más pszeudoarcheológiai elméletek hívei, például Barry Fell is.

## Leletek
Burrows azt állította, hogy a barlangban található leletek ősi és változatos leletek. Beszámolt arról, hogy voltak életnagyságú aranyszobrok, aranykoporsók, múmiák, pogány bálványok, fegyverek, gyémántok, érmék, portrék, temetkezési urnák, tekercsek, kardok, fegyverek és páncélok. 
E kincsek közül sokakat Burrows rendkívüli titkolózása miatt régészek vagy antropológusok soha nem vizsgáltak meg. Bár talán a legismertebb leletek, amelyekről a legjobban ismert, azok a faragott kőtáblák, amelyeken különböző ismeretlen nyelvű írások vannak, sokszor képi ábrázolásokkal. A kőtáblák állítólag olyan óvilági népeket ábrázolnak, mint a rómaiak, héberek, egyiptomiak, sumérok, görögök és föníciaiak. Ezekből a táblákból több ezer darabot adtak el magángyűjtőknek.
1993 körülig a Burrows és Joseph által tárgyalt részletek azt sugallták, hogy a barlang egy első évezred közepén működő, az Óvilágba Michiganből származó rézzel kereskedő kolónia része volt. Ez akkor változott meg, amikor a mormon tulajdonban lévő Ancient American magazin cikkeket kezdett közölni a barlangról. Ekkor kezdte Burrows az Ancient Americanben közzétenni a zsidó-keresztény leletekről készült fényképeket, azt állítva, hogy nevetségessé válástól tartva nem fedte fel azokat.

## Média
A Burrows-barlang volt az America Unearthed című műsor egyik témája, a 2. évad 5. epizódjában és a History Channel Holy Grail in America című műsorában.

## Fordítás
Ez a szócikk részben vagy egészben  a   Burrows Cave című angol Wikipédia-szócikk fordításán alapul.  Az eredeti cikk szerkesztőit annak laptörténete sorolja fel. Ez a jelzés csupán a megfogalmazás eredetét és a szerzői jogokat jelzi, nem szolgál a cikkben szereplő információk forrásmegjelöléseként.